# Grafschaft Werd

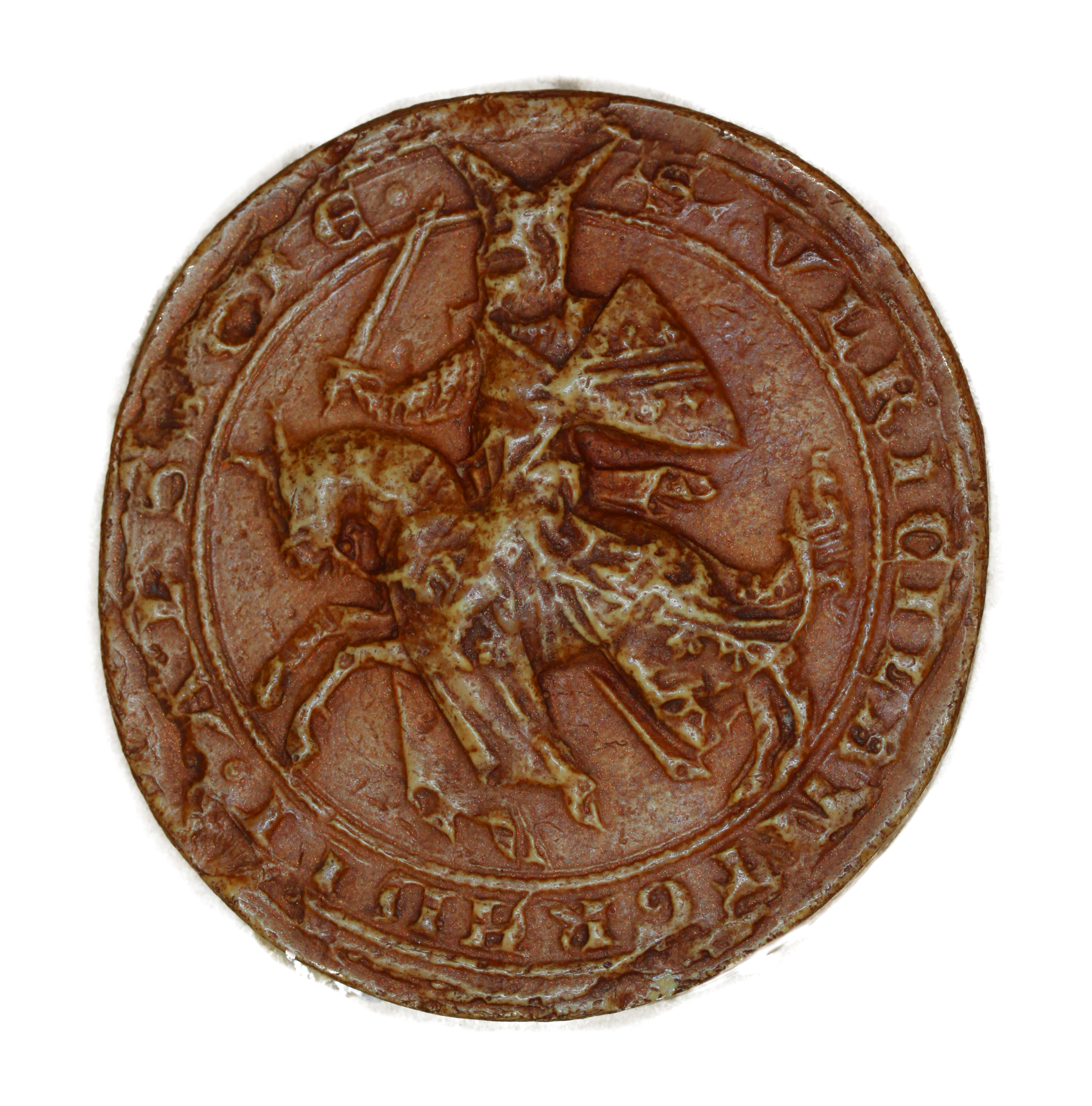
Reitersiegel von Ulrich von Werd, Landgraf des Unterelsass (um 1334)

Die Grafschaft Werd lag im Elsass südlich von Straßburg. Ihr Zentrum, die Burg Werd, gehört heute zur Gemeinde Matzenheim. Die ersten Grafen von Werd treten 1189 auf, kurze Zeit später, bereits vor 1200, führen sie den Titel eines Landgrafen im Elsass. Sie stammen von den Grafen von Saarbrücken (Saargaugrafen) ab.
Graf Rudolf von Werd nahm nach dem Tod des Königs Rudolf I. Partei für dessen Sohn, woraufhin der gewählte Nachfolger Adolf von Nassau die Burg Werd belagerte und am 27. Oktober 1293 eroberte. Johanns Bruder und Nachfolger Ulrich ruinierte sich im Dienst Ludwigs des Bayern, weswegen er einen Teil seiner Güter dem Bischof von Straßburg verkaufen musste und den Rest – darunter auch die Landvogtei Elsass – an seinen Schwiegersohn Friedrich II. von Oettingen verpfändete.
Friedrich II. von Oettingen starb 1357, sein Sohn Ludwig X. verkaufte 1359 den Landgrafentitel und den gesamten Besitz an Johann von Lichtenberg, Bischof von Straßburg, der die Grafschaft Werd seinen Nachfolgern im Amt hinterließ. Den Landgrafentitel übernahmen sie jedoch nicht.

## Wappen
Blasonierung: In Silber ein schwarzer Schrägrechtsbalken mit Lilienmäander.

## Grafen von Werd
- Sigebert IV., 1189 Graf von Werd, 1191 Graf von Rixingen, vor 1200 Landgraf im Elsass, Graf von Frankenburg, Sohn von Sigebert III., Graf von Elsass
- Heinrich I., † 1238, dessen Sohn, 1218 Graf von Werd, 1229 Landgraf im Elsass,
- Heinrich II. Sigebert posthumus, * 1239, † 1278, dessen Sohn, Landgraf im Elsass, Graf von Werd
- Johann, † 1308, dessen Sohn
- Ulrich, † 1344, dessen Bruder, 1308 Graf von Werd, 1324 Landvogt im Elsass,
- Heinrich, dessen Bruder, 1314 Graf von Werd
- Adelheid, Tochter Ulrichs, Erbin der Landgrafschaft im Elsass, † 1387; ⚭ Friedrich II., Graf zu Oettingen, † 1357
- Ludwig X. von Oettingen, deren Sohn, † 1370, Landgraf im Elsass